# Felemea
Felemea ist ein Ort auf der Insel ʻUiha im Inselstaat Tonga im Pazifischen Ozean. Der Ort hat 140 Einwohner (Stand 2021).

## Geographie
Der Ort liegt an der Westküste im Süden der Insel im gleichnamigen Distrikt ʻUiha. Im Ort gibt es eine Gemeinde der The Church of Jesus Christ of Latter-day Saints.

## Klima
Das Klima ist tropisch heiß, wird jedoch von ständig wehenden Winden gemäßigt. Felemea wird, ebenso wie die Inseln der Haʻapai-Gruppe, gelegentlich von Zyklonen heimgesucht.